# Рейпветерінг
Рейпве́терінг (нід. Rijpwetering) — село у муніципалітеті Каг-ен-Брассем, у нідерландській провінції Південна Голландія.

## Історія
Вперше Рейпветерінг згадується в історії близько 1342 року. Із самого початку це було поселення фермерів, що займалися скотарством.
У 1912—1935 роках через Рейпветерінг проходила Гарлеммермерська залізнична лінія, існувала своя станція.
До 1 січня 2009 року село Рейпветерінг підпорядковувалося муніципалітету Алкемаде.

## Розташування і транспорт
Село Рейпветерінг розташоване приблизно за 8 км на схід від Лейдена, між селами Ауд-Аде і Ньїве-Ветерінг. На північ від Рейпветерінга лежить озеро Коппул, що належить до озерної системи Кагерплассен.
На південь від села пролягає регіональний автошлях N445, що з'єднує муніципалітет Каг-ен-Брассем із Лейденом, трохи далі на південь — автострада А4 (Амстердам — Лейден — Гаага).
Через Рейпветерінг проходить міжміський автобусний маршрут № 56, який сполучає село із Лейденом, Лейдердорпом, Ауд-Аде, Ньїве-Ветерінгом, Рулофарендсвеном, Ауде-Ветерінгом, Леймейдербрюгом і Леймейденом.

## Демографія
Станом на 2012 рік у Рейпветерінгу мешкало 1 540 осіб, з яких 795 чоловіків та 740 жінок. За віком населення розподіляється наступним чином:
- особи у віці до 15 років — 18 %,
- особи у віці від 15 до 25 років — 13 %,
- особи у віці від 25 до 45 років — 24 %,
- особи у віці від 45 до 65 років — 30 %,
- особи у віці старше 65 років — 14 %.

З усіх мешканців близько 7 % мають іноземне походження, більшість з них — близько 4 % — європейці, серед осіб неєвропейського походження (3 %) найбільшу етнічну групу утворюють суринамці (1 %).

## Видатні мешканці
- Йоп Зутемелк — нідерландський велогонщик, переможець Тур де Франс 1980 року та золотий медаліст Олімпійських ігор 1968 року. Народився у Гаазі, проте виріс у Рейпветерінгу. На його честь у селі встановлена статуя.
- Санне ван дер Стар[en] — нідерландська ковзанярка, народилася у Рейпветерінгу.

## Пам'ятки
На території Рейпветерінгу розташовано 13 національних пам'яток, серед яких:
- вітряки Buurtermolen (XVIII ст.), Moppemolen (1752 р.), Lijkermolen № 1 і № 2 (1780 р.), Waterloosmolen (1857 р.), Blauwe Molen (1904 р.), Adermolen (1941 р.),
- католицька церква Різдва Пресвятої Богородиці (1860 р.),
- чотири ферми XVIII—XIX століть.
- будівля 1615 року, в якій розміщувалися місцевий суд і тюрма.

Також є 14 пам'яток місцевого значення, переважно житлові будинки і ферми.

### Церква Різдва Пресвятої Богородиці у Рейпветерінгу
Католицька парафія Рейпветерінгу утворилася 6 жовтня 1858 року, і незабаром почалося будівництво церкви. Нову церкву, присвячену Різдву Пресвятої Богородиці, 20 вересня 1860 року освятив єпископ Гарлема.
Церква зведена за проектом архітектора Тео Молкенбура у неоготичному стилі. Церква тринавна, склепіння стелі дерев'яні, тиньковані, у фасадній частині розміщена дзвіниця.
З 1976 року церква є національною пам'яткою.

### Вітряки
Поблизу Рейпветерінга розташовано 7 вітряків.
- Вітряк Buurtermolen зведений у XVIII столітті для осушення польдеру Buurterpolder (також відомий під назвами Bakkerspolder і Ruygenhouckpolder). На місці цього вітряка існував старіший, проте точна дата його появи невідома. Вітряк Buurtermolen діяв до 1969 року, а 1970 року був переданий під управління Рейнландської асоціації вітряків. Є класичним прикладом польдерного вітряка стовпового типу, одна пара крил має розмах 18 м, друга — 18,2 м. Назва вітряка походить від назви польдеру, де він стоїть[7][8].
- Вітряк Moppemolen зведений у 1752 році для осушення польдерів Veenderpolder і Lijkerpolder, на місці вітряка, що згорів за рік до того. Вітряк Moppemolen належить до типу ґрунтових вітряків (нід. grondzeiler), тобто таких, чия вежа розташована на землі, а не на опорі, як у інших типів вітряків, а керування вітряком здійснюється с землі. Походження назви вітряка невідоме. Вітряк Moppemolen — чотирикрилий, із восьмикутною вежею шатрового типу, розмах однієї пари крил становить 25,7 м, другої — 25,9 м[9][10].
- Два вітряки Lijkermolen зведені у 1780 році для осушення польдеру Veenderpolder і Lijkerpolder. Обидва належать до ґрунтового типу (нід. grondzeiler), як і вітряк Moppemolen. Обидва вітряки чотирикрилі, мають шатрову вежу, розмах крил одного становить 28,15 м, другого — 27,60. Цікаво, що вежі цих вітряків мають дванадцять кутів — це єдині дванадцятикутні вітряки в Нідерландах (зазвичай, вежа вітряка має 6-8 кутів). Обидва вітряки з 1980-х років підпорядковані Рейнландській асоціації вітряків[11][12][13][14].
- Вітряк Waterloosmolen зведений 1857 року на місці згорілого попередника, для осушення польдеру Waterloospolder. Вітряк чотирикрилий, із восьмикутною шатровою вежею, як і більшість вітряків Рейпветерінга, належить до типу ґрунтових вітряків (нід. grondzeiler). Розмах однієї пари крил становить 27,35 м, другої — 27,50 м. З 1965 року вітряком керує Рейнландська асоціація вітряків. Вітряк перетворений на житлове приміщення і закритий для відвідування[15][16].
- Вітряк Blauwe Molen зведений 1904 року для осушення польдеру Blauwe Polder, на місці старого стовпового вітряка, що існував тут приблизно з 1772 року. Новий вітряк функціював до 1960-х років, а 1968 року перейшов у власність Рейнландської асоціації вітряків, яка 1971 року провела його реконструкцію. Вітряк Blauwe Molen до типу ґрунтових вітряків (нід. grondzeiler), чотирикрилий, із восьмикутною шатровою вежею, розмах однієї пари крил становить 27,35 м, другої — 27,50 м[17][18].
- Вітряк Adermolen зведений 1941 року для осушення польдеру Aderpolder. Первісно тут був дерев'яний вітряк, який згорів і 1881 року був замінений насосною станцією. У 1940 році станцію вирішили перенести, а через Другу світову війну і нестачу палива, на її місці збудували новий вітряк. За конструкцією вітряк Adermolen подібний до інших вітряків Рейпветерінгу: ґрунтового типу, чотирикрилий, із восьмикутною шатровою вежею. Розмах крил становить 16,30 м. З 1986 року вітряк належить Рейнландській асоціації вітряків і закритий для відвідування[19][20].

### Галерея

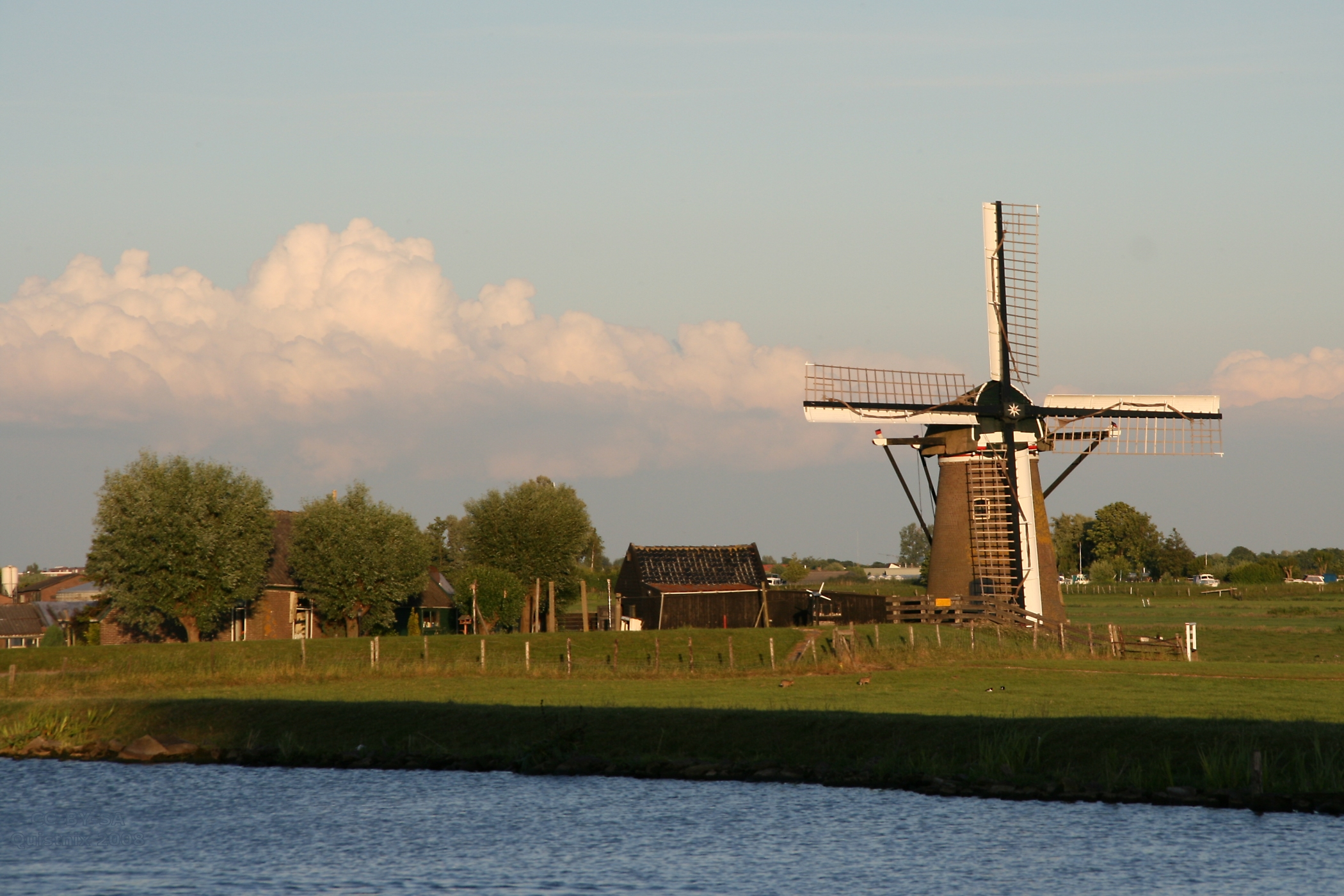
Вітряк Adermolen
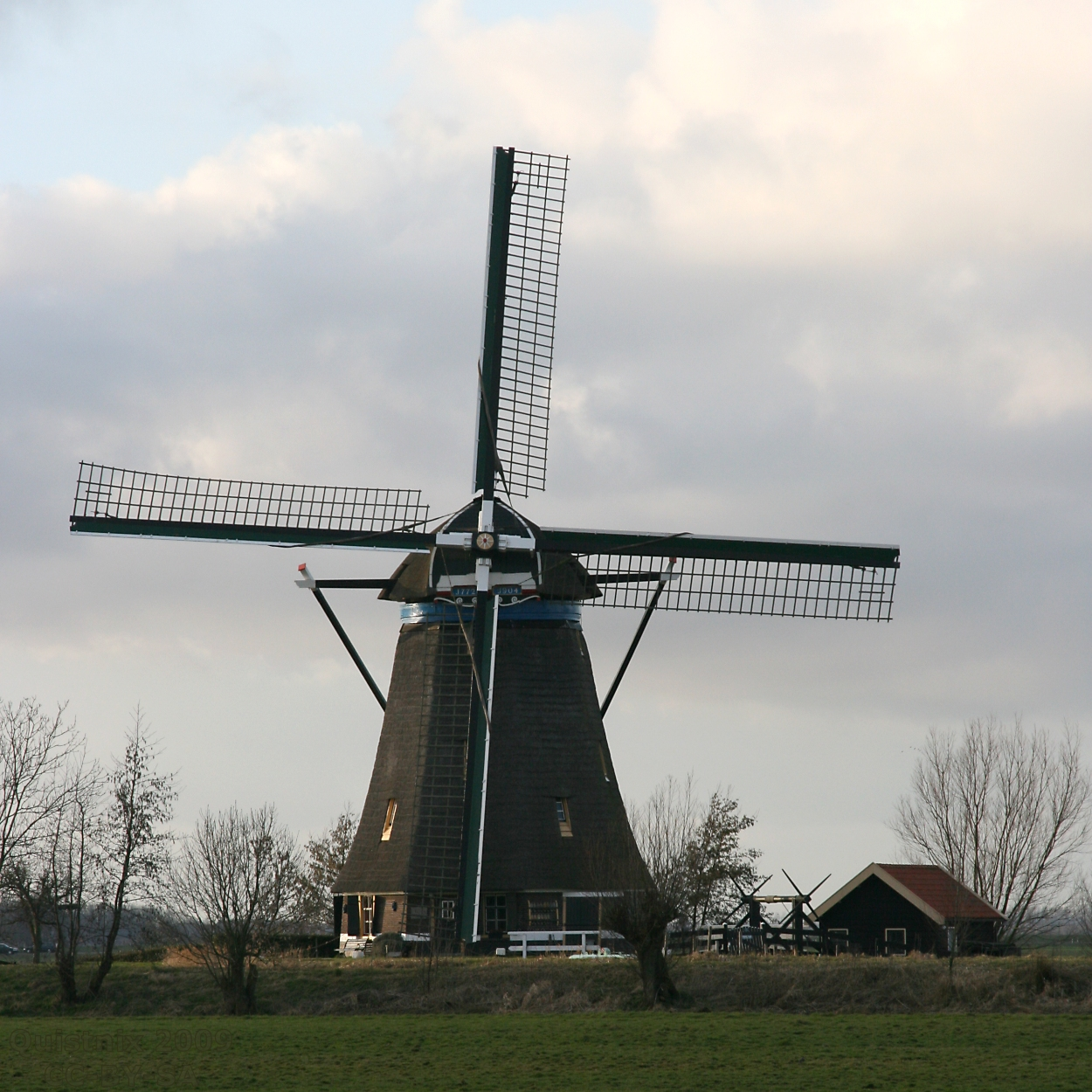
Вітряк Blauwe Molen
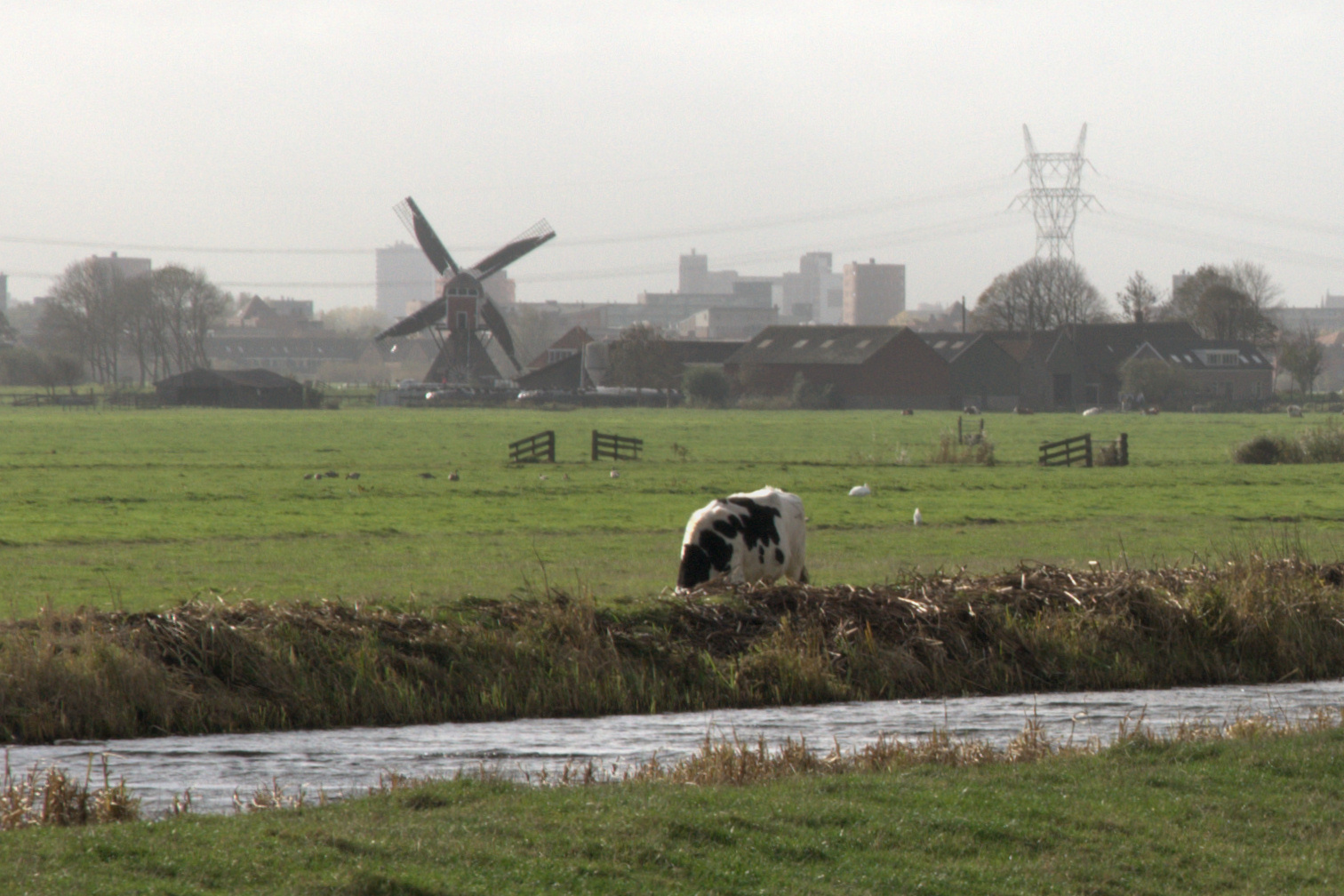
Вітряк Buurtermolen
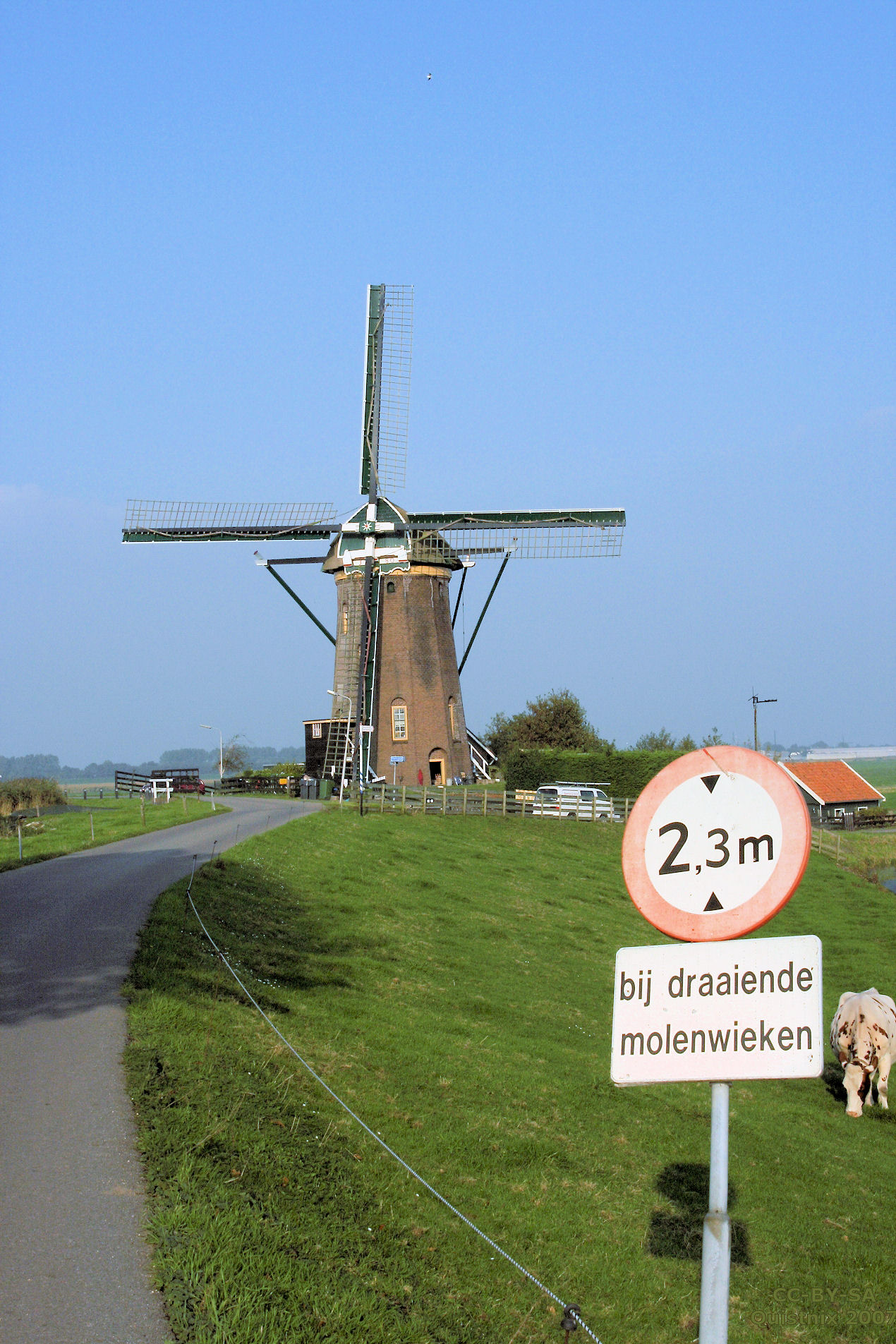
Вітряк Lijkermolen № 1
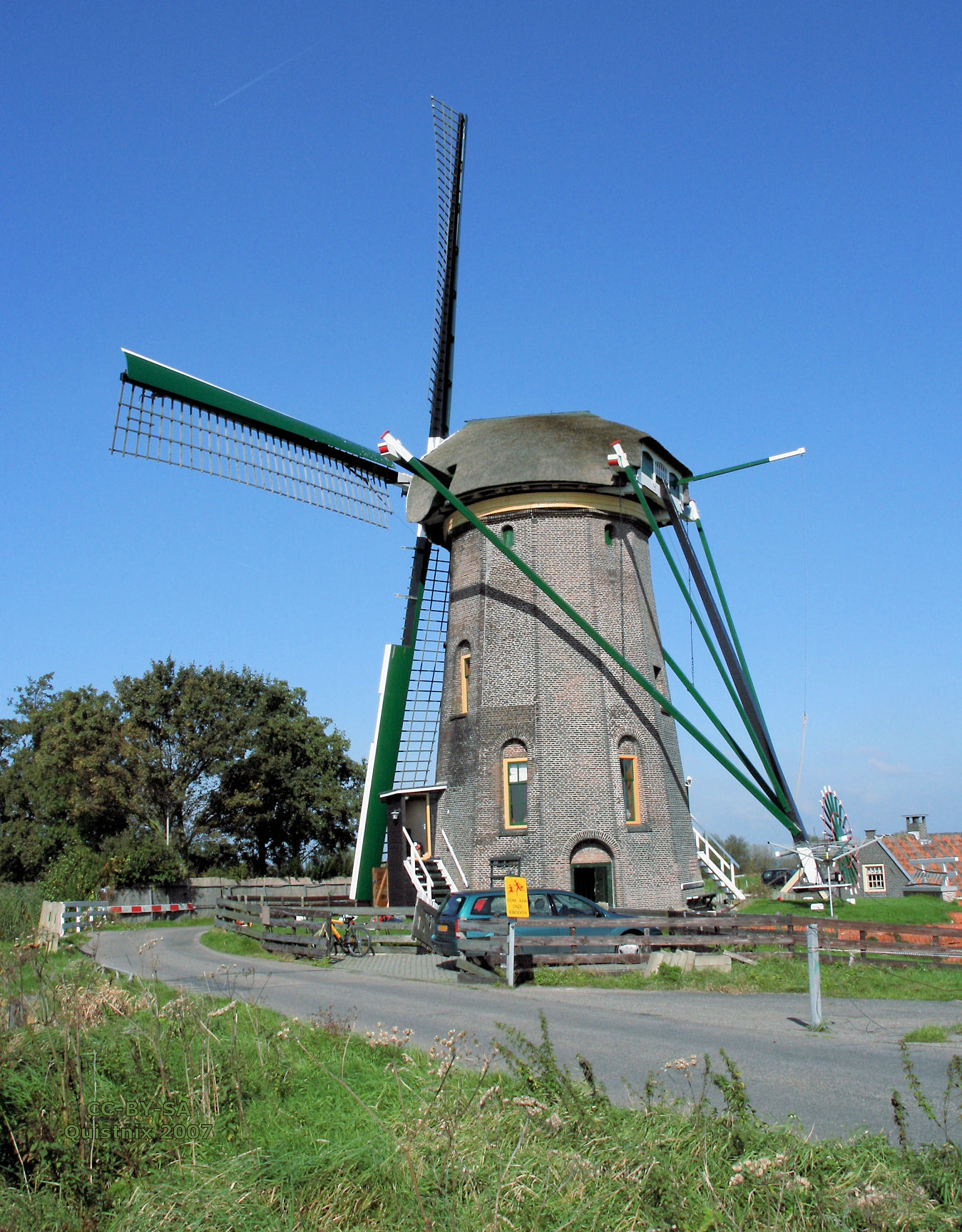
Вітряк Lijkermolen № 2
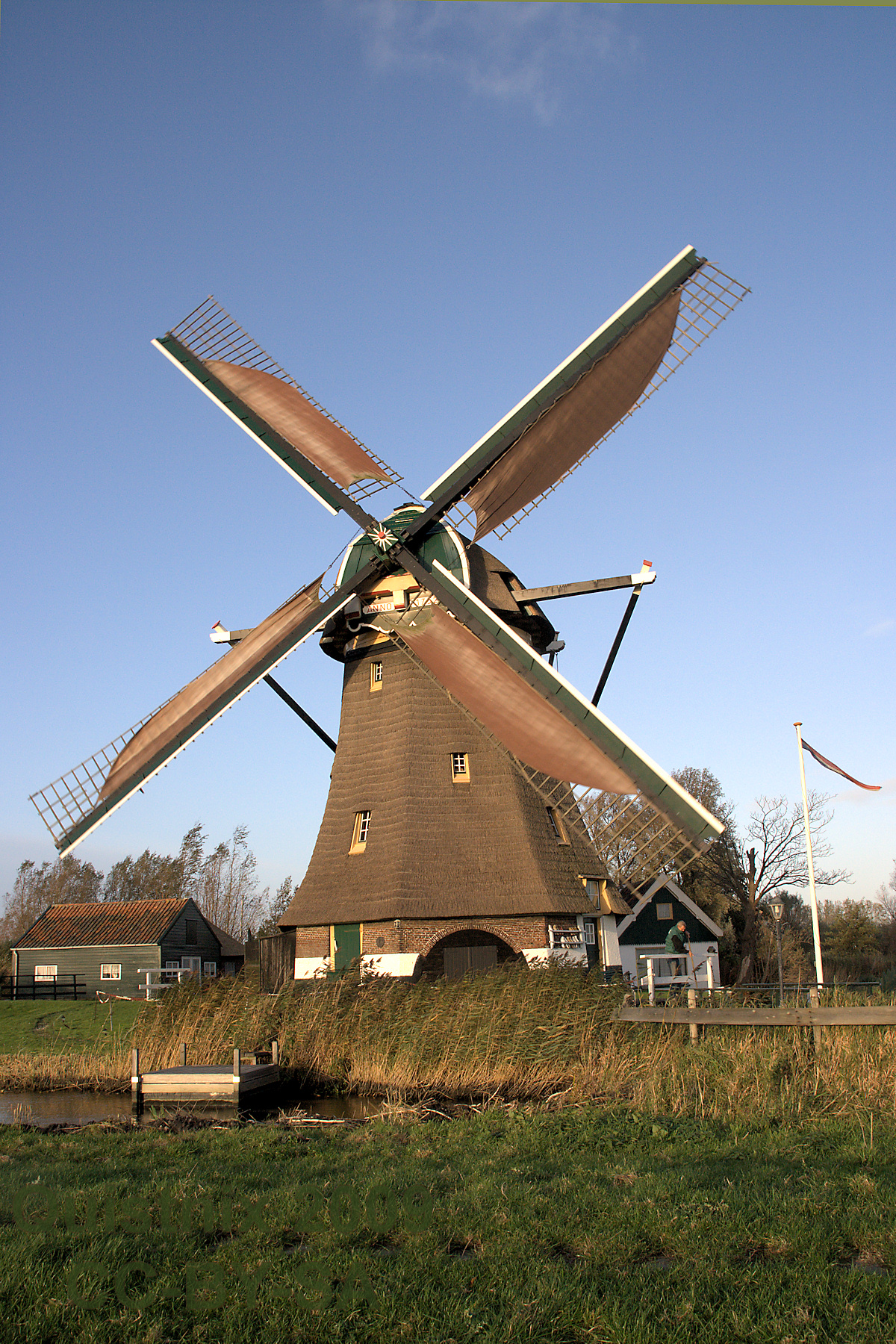
Вітряк Moppemolen
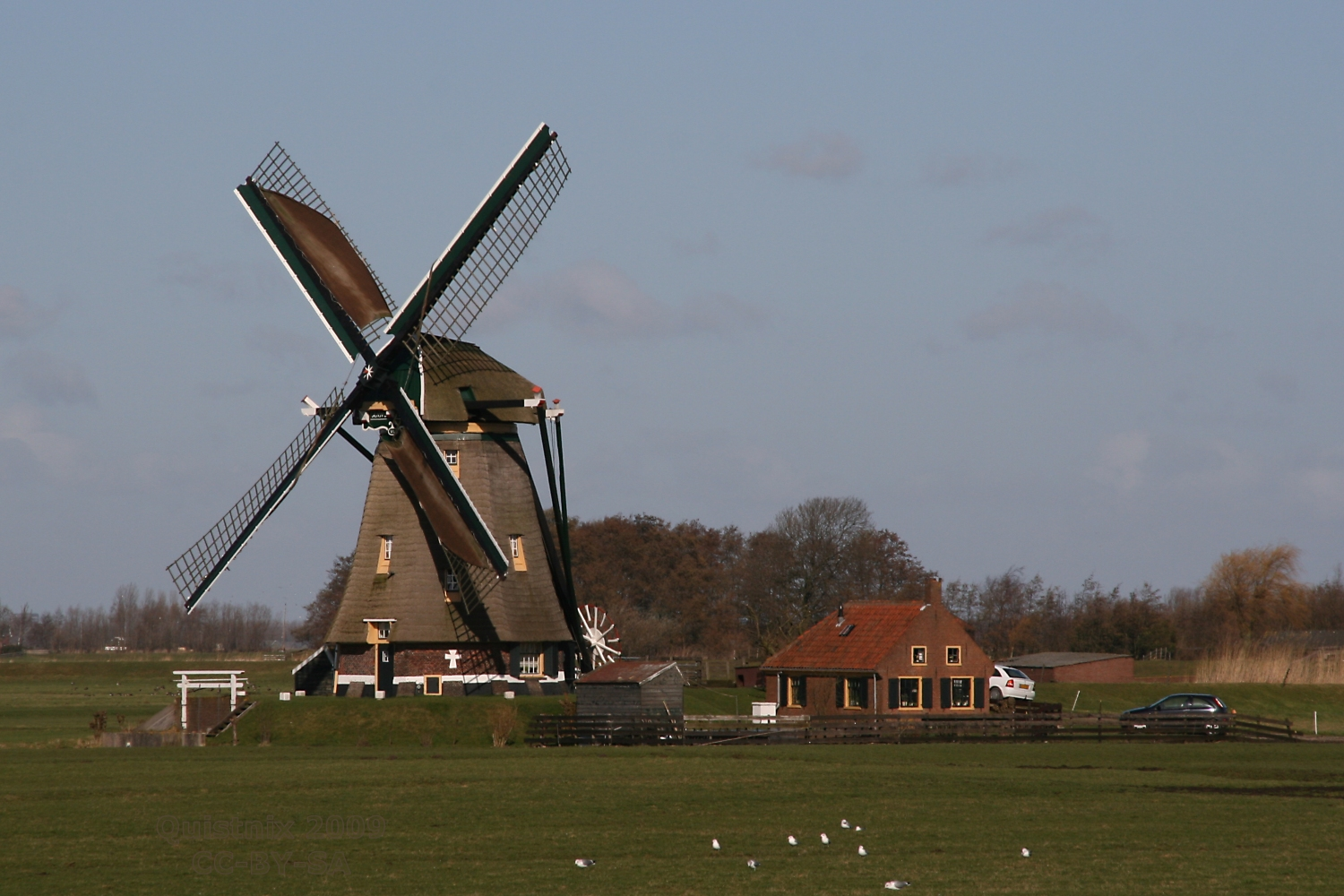
Вітряк Waterloosmolen